# Isabel Townsend Pell
Isabel Townsend Pell (28 de septiembre de 1900-5 de junio de 1951) fue una socialite estadounidense y miembro de la Resistencia francesa durante la Segunda Guerra Mundial. Fue condecorada con la Legión de Honor.

## Trayectoria

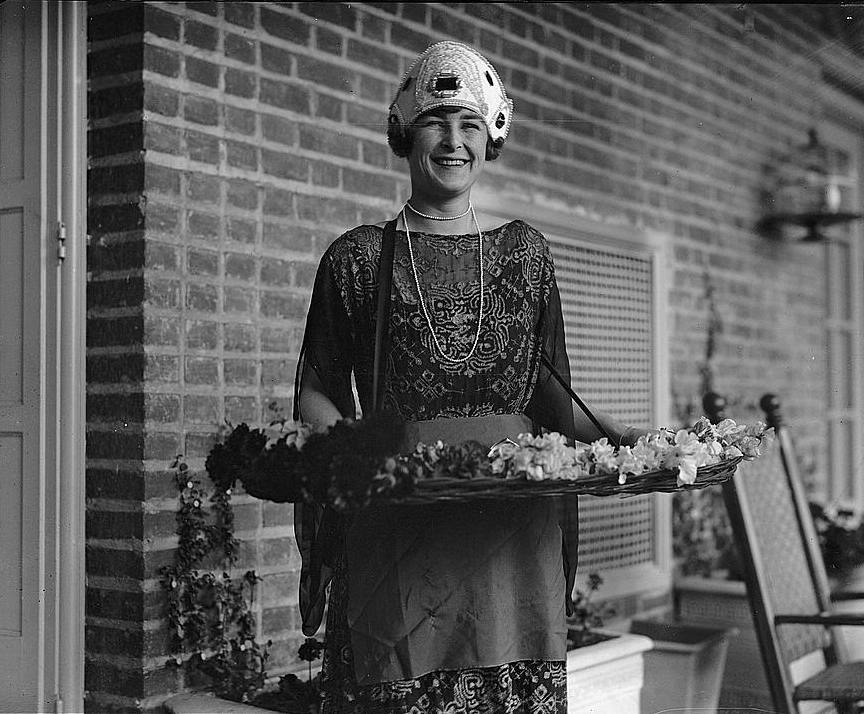
Madre de Isabel Pell, 10 de abril de 1923, donación de Herbert A. French, 1947, National Photo Company Collection (Biblioteca del Congreso) Repositorio

Pell nació el 28 de septiembre de 1900, hija de  Isabel Audrey Townsend (1881-1958) y de Samuel Osgood Pell (1875-1913), un agente inmobiliario de Nueva York. Se habían casado el 18 de octubre de 1899 en Babylon (Nueva York). El matrimonio fue mencionado en el New York Times.  Isabel Townsend obtuvo el divorcio a principios de febrero de 1902, a los 26 años. Se volvió a casar dos veces, inicialmente con John Cotton Smith, descendiente del político John Cotton Smith. 
El padre de Pell murió en un accidente automovilístico la noche del 3 de agosto de 1913, cuando un tren del ferrocarril de Long Island chocó contra su coche en un cruce. Isabel Townsend reclamó 250.000 dólares, pero tanto ella como su hija se quedaron sin nada. Pell quedó al cuidado de su tío paterno, Stephen Hyatt Pell (1874-1950) y fue criada en Fort Ticonderoga, la mansión familiar en el lago Champlain. La casa está en el Registro Nacional de Lugares Históricos de Estados Unidos ya que es un Monumento Histórico Nacional de Estados Unidos.
Pell asistió a la Escuela Holton-Arms en Bethesda, Maryland, y a la Escuela Spence en la ciudad de Nueva York. Hizo su debut en 1920, en el Piping Rock Club, y fue conocida como una hábil jinete en Long Island, Nueva York y Virginia. Fue conocida como "Pelly".  En 1921, Pell entró a trabajar en una tienda de ropa, puesto que consideraba inferior a su posición social. Lo dejó en 1922 para convertirse en actriz, interpretando un pequeño papel en Fools Errant en el Maxine Elliott Theatre. 

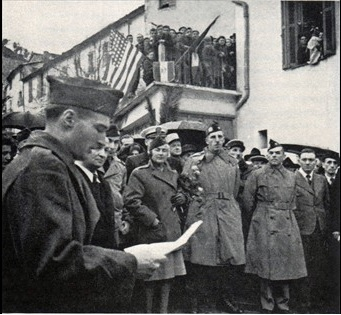
28 de noviembre de 1944. Joseph W. Welsh lee la proclamación que renombra la plaza en Puget-Théniers en honor a Isabel Pell mientras Pell lo mira.

En 1930, Pell trabajó para la empresa inmobiliaria Pell and MacMillen en Nueva York.  Colaboró con la escritora de moda Lois Long y la decoradora de interiores Elsie de Wolfe.
En Francia, durante la Segunda Guerra Mundial, adoptó el nombre de «Fredericka» y se unió a los maquis. Se trasladó al interior de las montañas y sirvió durante cuatro años, hasta septiembre de 1944. Era conocida entre la resistencia como "la chica de la mèche (mechón) rubia".  Fue capturada por soldados italianos e internada en Puget-Théniers, aunque continuó pasando información a la resistencia durante sus caminatas diarias en el campo. Al ser liberada, se disfrazó de campesina y se fue a un bosque de montaña con su amante, la marquesa Claire Charles-Roux De Forbin (1908-1992). Un informe de Associated Press relata cómo, en 1944, rescató a un contingente de soldados estadounidenses rodeados por el enemigo en Tanaron. Ella llevaba la insignia de la Francia Libre y salió de su escondite, guiando a los hombres hacia un lugar seguro.  
El 28 de noviembre de 1944, la plaza de Puget-Théniers fue rebautizada en su honor.

## Vida personal

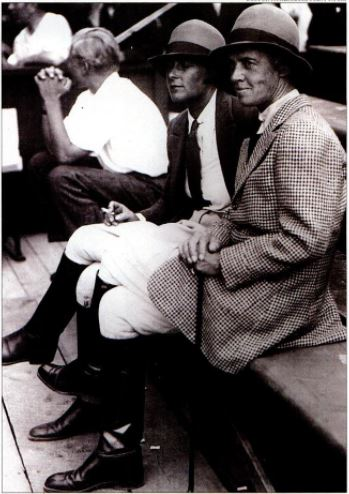
Eleanora Sears (derecha) e Isabel Pell en un torneo de tenis en la década de 1920.

En febrero de 1924, Pell se comprometió con R. Lorenzo Thomson; el matrimonio, que debía celebrarse el 3 de junio de 1924,no se celebró.
Fotos de sociedad muestran a Pell practicando deporte, o junto a otras herederas, como Margarett W. Sargent (1892-1978) y Eleonora Sears (1881-1968), de las que se rumoreó que fueron sus amantes.  Sargent decía que Isabell era "guapa, maravillosamente guapa". Pell solía visitar a Sargent en su mansión en Beverly, Massachusetts, y era muy apreciada tanto por el marido de Sargent, Quincy Adams Shaw McKean, como por sus hijos, que la llamaban "prima Pell". 
En 1933, Isabel Pell y otra mujer, fueron rescatadas tras estrellarse en Kattegat en un vuelo entre Copenhague y Falkenberg. Fueron rescatados por un carguero alemán y trasladados a Copenhague, ilesas.
Pell era amiga de la actriz Eva Le Gallienne; ambas pasaban tiempo conduciendo juntas por el campo.

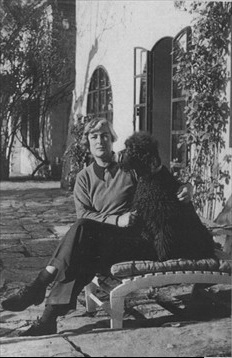
Isabel y su perro Heine, en Francia

Pell tuvo un romance con Renée Prahar, escultora y actriz estadounidense de ascendencia bohemia. Pero se vio obligada a abandonar Nueva York tras hacerse público un romance con una soprano de la Metropolitan Opera. Se trasladó a París, uniéndose a otras herederas que buscaban la libertad.  En una historia contada por Esther Murphy Strachey, hermana menor de Gerald Murphy, Pell, junto a Natalie Barney, se infiltró en un convento italiano del siglo XIII para reunirse con Alice Robinson.
En Francia, Pell inició una relación con Claire Charles-Roux, marquesa de Forbin. La marquesa, aunque había nacido en Aviñón se había criado en Marruecos. La pareja se trasladó a Auribeau-sur-Siagne. Cuando Francia fue ocupada en 1940, ambas se unieron a la Resistencia francesa y luego a la 1ª Fuerza Aerotransportada (aliada) dirigida por el general de división Robert T. Frederick. Pell se convirtió en agregada del Grupo de Trabajo de Asuntos Civiles del Ejército de los EE. UU. sirviendo de enlace entre franceses y estadounidenses.
Pell era amiga cercana de Mercedes de Acosta. Tras la guerra, Acosta visitó a Pell en Francia y comenzó una relación con la marquesa de Forbin.
Pell regresó a la ciudad de Nueva YorK. Murió a los 51 años, mientras cenaba con su amiga Anne Andrews en un restaurante. 